# Station Boujailles
Station Boujailles is een spoorwegstation in de Franse gemeente Boujailles aan de lijn Dijon - Vallorbe.